# Teatro Massimo (Palermo)

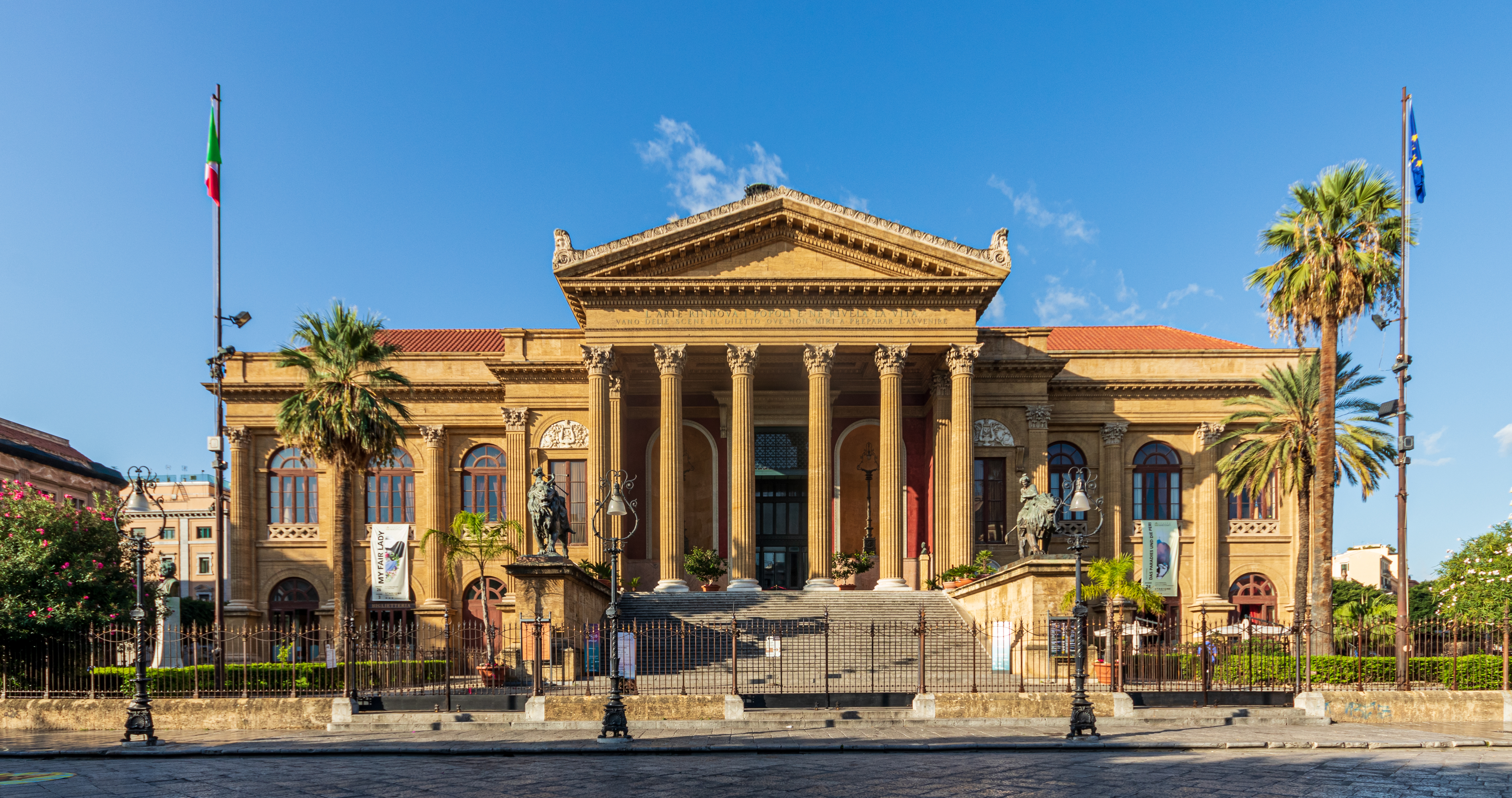
Teatro Massimo

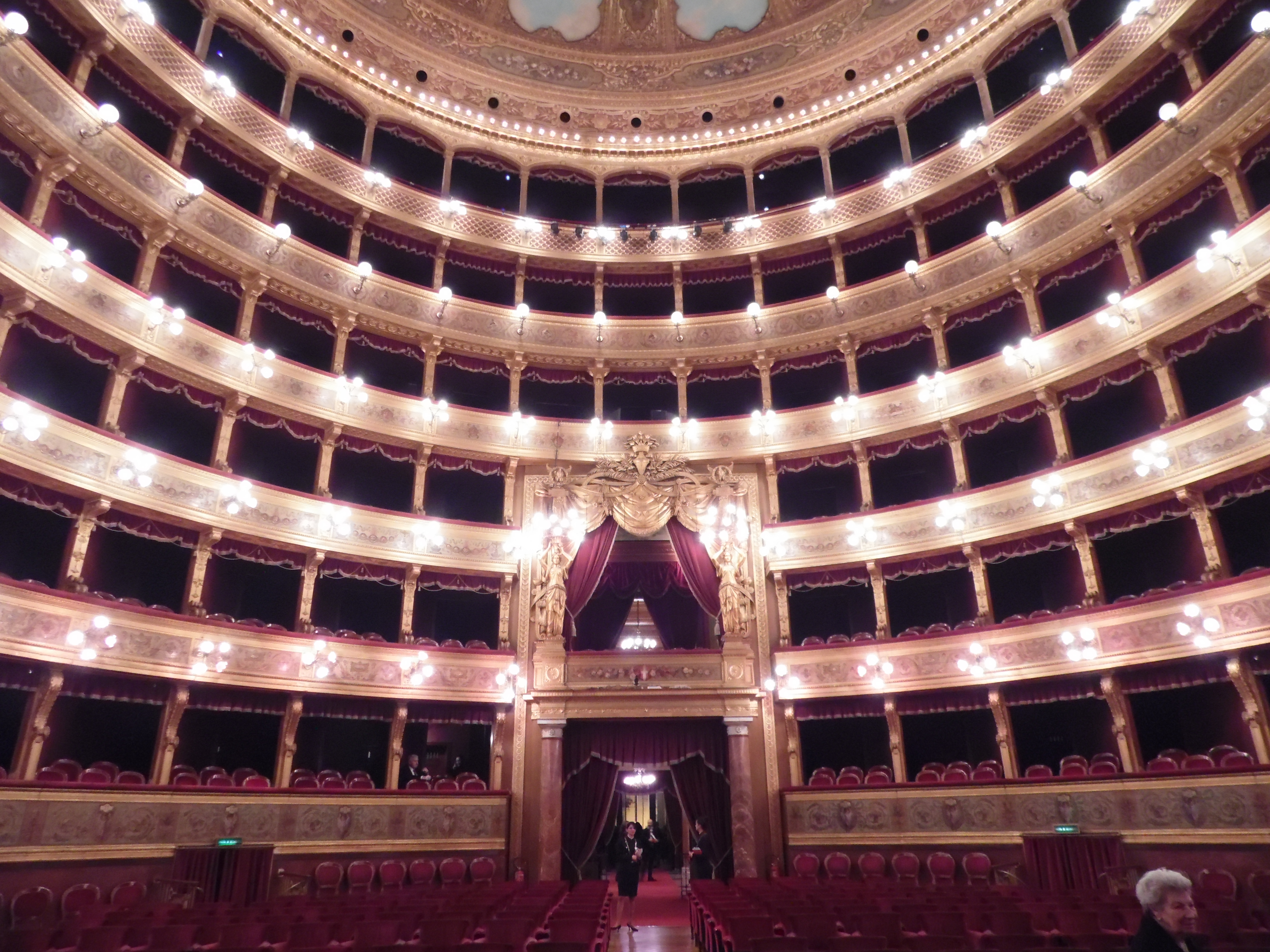
Blick in den Zuschauerraum

Das Teatro Massimo ist Palermos Opernhaus.
Es wurde im Stil des Historismus auf der Piazza Verdi am ehemaligen Westtor der Altstadt von Palermo erbaut. Auf dem Bauplatz standen zuvor eine Kirche und das Kloster San Giuliano. Beide wurden abgerissen, um Platz für den Neubau zu schaffen. Architekt war Giovanni Battista Filippo Basile, der 1875 mit den Bauarbeiten begann. Nach seinem Tod wurde der Bau 1897 von seinem Sohn Ernesto Basile fertiggestellt.
Die Fassade des Theaters zeigt Stilelemente des Historismus. Dem Haupteingang ist ein Portikus aus sechs korinthischen Säulen vorgelagert. Zum Portikus führt eine monumentale Freitreppe, an der auf beiden Seiten zwei Löwenskulpturen liegen. Der Opernsaal ist mit einer großen Kuppel überspannt. Sie besteht aus einer Eisenstruktur, die beweglich gelagert ist, um Verschiebungen durch Temperaturschwankungen auszugleichen. Der Saal wurde von verschiedenen Künstlern ausgestaltet und bietet etwa 1300 Sitzplätze.
Am 16. Mai 1897 wurde das Teatro Massimo mit Verdis Oper Falstaff eröffnet. Nach einer „provisorischen Schließung“ 1974 auf Grund baulicher Mängel blieb das Teatro Massimo wegen korrupter, mafioser Baupolitik über 20 Jahre lang geschlossen. Erst 1997 wurde es dank der Bemühungen Leoluca Orlandos zu seinem hundertjährigen Bestehen mit Verdis Oper Nabucco unter Claudio Abbado wiedereröffnet. Heute symbolisiert das Teatro Massimo Palermos Kampf für seine „politische und kulturelle Wiederauferstehung“ – gegen die Mafia.
Das Teatro Massimo war Schauplatz der Schlussszenen von Francis Ford Coppolas Film Der Pate III, gespielt wurde dabei die Oper Cavalleria rusticana. Während die Bühnenszenerie in den Cinecitta Studios nachgestellt wurden, diente die große Freitreppe vor dem Theater, das zu dieser Zeit immer noch geschlossen war, als Schauplatz des dramatischen Höhepunktes. Die Fassade des Theaters wurde filmtauglich gesäubert. Auch im Foyer entstanden einige Aufnahmen.